# Tour de Navès
La tour de Navès est une tour fortifiée construite à partir du xvie siècle. Cet édifice est situé dans la ville de Navès, dans le Tarn.

## Vestiges et protection
La tour a été inscrite au titre des monuments historiques par l'arrêté du 30 août 1995.